# Tachlovice
Tachlovice (en allemand : Tachlowitz) est une commune du district de Prague-Ouest, dans la région de Bohême-Centrale, en Tchéquie. Sa population s'élevait à 886 habitants en 2020.

## Géographie
Tachlovice est situé sur le versant sud descendant vers le ruisseau de Ratotín, les logements se situent sur la rive droite du ruisseau. Tachlovice se trouve à 2,3 km au sud de Rudná, à 13 km au nord-est de Beroun et à 15 km au sud-ouest du centre de Prague.
La commune est limitée par Nučice au nord-ouest et au nord, par Dobříč à l'est, par Chýnice au sud-est, par Vysoký Újezd au sud-ouest et par Mezouň à l'ouest.
Le village de Tachlovice est un membre de l'association des villages « Région Sud-Ouest ». Le village est une porte d'entrée à la région Karlštejn. À proximité du village, se trouve une carrière remarquable appelée Velká Amerika qui, dans l'esprit des Tchèques, évoque le Grand Canyon.

## Histoire
La première mention écrite de la localité date de 1234.

## Patrimoine
- Église baroque de Saint Jakub Větší de 1742
- Ancienne paroisse
- Arbre mémorable - Osier blanc (Salix alba), l'un des plus grands de Bohême : sa circonférence mesure 6,65 m.

## Transports
Par la route, Tachlovice se trouve à 3 km de Rudná, à 18 km de Beroun et à 24,5 km du centre de Prague.